# اینترکتوم
در زیست‌شناسی مولکولی به مجموعهٔ همهٔ فعل و انفعالات مولکولی در یک سلول اینترکتوم گفته می‌شود. این نام برای اولین بار توسط گروهی از دانشمندان فرانسوی در سال ۱۹۹۹ میلادی به کار برده شد. اینترکتوم در شمار شبکه‌های زیستی قرار دارد. این شبکه بیشتر فعل و انفعالات فیزیکی مانند تعامل پروتئین-پروتئین، یا تعامل مولکول‌های کوچک با پروتئین را شامل می‌شود اما مجموعه ای از تعاملات غیر مستقیم میان ژن‌ها را نیز در بر می‌گیرد. برای مثال مخمر در اینترکتوم خود ۲۸۰۰۰ تعامل پروتئین-پروتئین دارد. در حالی که این مقدار برای انسان به ۶۵۰۰۰۰ عدد می‌رسد. از منظر ریاضی این شبکه معمولاً به صورت گراف نمایش داده می‌شود.

## شبکه‌های فعل و انفعالات مولکولی
فعل و انفعالات مولکولی می‌تواند میان مولکول‌هایی که به خانواده‌های متفاوت زیست شیمیایی (پروتئین‌ها، اسید نوکلئیک‌ها، لیپیدها، کربوهیدرات‌ها و …) تعلق دارند صورت گیرد. این تعاملات همچنین می‌توانند بین مولکول‌های هم خانواده نیز رخ دهند.
هنگامی که این مولکول‌ها با یکدیگر تعامل فیزیکی شکل می‌دهند، شبکه‌های تعامل مولکولی تشکیل می‌دهند که به وسیلهٔ اجزای شرکت کننده در تعامل دسته‌بندی می‌شوند.
همان‌طور که پیشتر گفته شد، اینترکتوم بیشتر به تعاملات پروتئین-پروتئین و زیر مجموعه‌های آن‌ها می‌پردازد. برای مثال اینترکتوم سیرتوئین ۱ و اینترکتوم مرتبه دوم خانوادهٔ سیرتوئین شبکه‌هایی هستند که به ترتیب سیرتوئین ۱ و پروتئین‌هایی که مستقیماً با آن تعامل دارند، و پروتئین‌هایی که همسایهٔ مرتبه دوم سیرتوئین ۱(همسایهٔ همسایه‌ها) می‌پردازند.
نوعی دیگر از اینترکتوم‌ها که به شدت مطالعه شده‌است، اینترکتوم پروتئین-دی‌ان‌ای یا شبکه‌های تنظیم ژن است. این شبکه‌ها از عوامل رونویسی، کروماتین‌های تنظیم پروتئین و ژن‌های هدف آن تشکیل شده‌است. حتی شبکه‌های سوخت و ساز نیز جزئی از شبکه‌های تعامل مولکولی محسوب می‌شوند: متابولیت‌ها یا همان اجزای سوخت و ساز سلولی توسط آنزیم‌ها به یکدیگر تبدیل می‌شوند. در واقع همهٔ انواع اینترکوم‌ها با یکدیگر مرتبط هستند. برای مثال، اینترکتوم‌های پروتئینی شامل آنزیم‌هایی می‌شوند که از سویی شبکه‌های زیست شیمیایی را می‌سازند. همچنین شبکه‌های تنظیم ژن اشتراکات زیادی با اینترکتوم‌های پروتئینی دارند.
دو ژن ممکن است بر عملکرد یکدیگر تأثیرگذار باشند که در این صورت گفته می‌شود این دو ژن تعامل ژنتیکی با یکدیگر دارند. ژن‌هایی که از این طریق با یکدیگر در ارتباط هستند، شبکه‌های تعامل ژنتیکی را تشکیل می‌دهند. هدف ایجاد و مطالعه این شبکه‌ها، توسعهٔ نقشه کارکرد پردازش‌های سلولی، یافتن هدف‌های دارویی و تخمین عملکرد ژن‌های ناشناخته است.
در سال ۲۰۱۰ میلادی کاملترین اینترکتوم ژنتیکی که تا به امروز تولید شده، از مطالعه ۵٫۴ میلیون ژن به صورت دو به دو ایجاد شد. در این مطالعه حدوداً ۱۷۰۰۰۰ تعامل ژنتیکی مورد بررسی قرار گرفت و ژن‌ها بر اساس عملکرد خود دسته‌بندی شدند. با این روش پژوهشگران موفق شدند تا عملکرد ژن‌های شناخته شده را بهتر از قبل شناسایی کنند و همچنین عملکردهای جدید برای تعدادی از ژن‌ها پیدا شد. نکتهٔ قابل توجه که توسط این پژوهش یافته شد این است که تعداد تعاملات ژنتیکی منفی و مخرب نزدیک به دو برابر تعداد تعاملات ژنتیکی مثبت است. از این رو، ژن‌هایی که بیشتر با یکدیگر مرتبط بودند، هنگام اختلال احتمال بیشتری داشت که منجر به مرگ شوند.

## اینترکتومیک
اینترکتومیک شاخه ای از علم است که در آن از تلفیقی از علوم بیوانفورماتیک و زیست‌شناسی استفاده می‌شود. این علم به مطالعه تعاملات زیستی و نتایج این تعاملات میان پروتئین‌ها و مولکول‌های درون سلول می‌پردازد. از این رو متخصصان این علم شبکه‌های تعاملات زیستی
میان گونه‌های مختلف بررسی می‌کنند تا تغییرات و شباهت‌های این شبکه‌ها در میان این گونه‌های و همچنین تغییرات آن‌ها را در گذر زمان بیابند.

## روش‌های تجربی در نگاشتن اینترکتوم‌ها
تعاملات پروتئین-پروتئین، اجزای پایه ای اینترکتوم‌ها هستند. با این که روش‌های مختلفی برای مطالعهٔ این تعاملات وجود دارد، تعداد کمی از این روش‌ها مورد استفاده قرار می‌گیرند.
روش (Y2H) برای مطالعهٔ تعاملات دوتایی دو پروتئین به صورت همزمان مناسب است. در حالی که روش خالص سازی پیوستگی (به انگلیسی: affinity purification) و اسپکتومتری بیشتر برای یافتن ترکیب پروتئین‌ها کاربرد دارد.

## بررسی محاسباتی اینترکتوم‌ها
بعد از ساختن اینترکتوم، روش‌های زیادی برای مطالعهٔ ویژگی‌های آن وجود دارد. با این وجود دئ هدف بسیار مهم برای این بررسی‌های وجود دارد:
- ویژگی‌های سیستمی شبکه مانند توپولوژی شبکه و ….
- مطالعهٔ تک پروتئین‌ها و نقش آن‌ها در شبکه.

این مطالعات بیشتر با استفاده از ابزارهای بیوانفورماتیک انجام می‌شوند. از جمله انواع بررسی‌ها و آنالیزهای ممکن می‌توان به موارد زیر اشاره کرد:
- اعتبار سنجی
- تخمین تعاملات پروتئین-پروتئین
- تخمین کارکرد پروتئین
- و …